# 中丽鱼属
中麗魚屬，是條鰭魚綱䲁形目麗魚科下的一個屬。

## 分類
本屬屬於麗體魚亞科，目前被認可的種如下：
- 神仙中麗魚 Mesonauta acora
- 秀美中麗魚 Mesonauta egregius
- 花邊中麗魚 Mesonauta festiva ：又稱燦爛中麗魚。
- 蓋伊中麗魚 Mesonauta guyanae
- 粗中麗魚 Mesonauta insignis
- 奇異中麗魚 Mesonauta mirificus